# Neues Journal für die Botanik
Neues Journal für die Botanik (abreviado Neues J. Bot.) fue una revista ilustrada con descripciones botánicas que fue editada en Erfurt. Se publicaron 4 números en los años 1806-1810.